# Brezje pri Kumpolju
Brezje pri Kumpolju este o localitate din comuna Litija, Slovenia, cu o populație de 10 locuitori.